# Red (àlbum)
Red és el quart àlbum d'estudi de la cantant i compositora nord-americana Taylor Swift. Va ser llançat el 22 d'octubre de 2012 per Big Machine Records com el successor del seu àlbum de 2010, Speak Now. L'àlbum va ser produït per Swift juntament amb Nathan Chapman, i conté elements de la música country, pop, rock i folk. L'àlbum va rebre crítiques favorables dels crítics de música, que van elogiar la seva evolució musical a un so més madur.
Red va aconseguir el número u a la llista d'àlbums dels Estats Units, Canadà, Irlanda, Nova Zelanda, Austràlia i Regne Unit, convertint-se en el primer àlbum de Swift a assolir el número u en totes aquestes llistes d'àlbums. La primera cançó promocional de l'àlbum, "We Are Never Ever Getting Back Together", es va convertir en el senzill número u més venut de 2012 als Estats Units i al número u de la llista Billboard Hot 100. Altres senzills promocionals inclouen "Begin Again ", "I Knew You Were Trouble", "22" i "Everything Has Changed". L'àlbum també va presentar diverses col·laboracions, incloent a Ed Sheeran i Gary Lightbody.
L'àlbum va ser certificat sis vegades platí als Estats Units, tres vegades platí al Regne Unit, doble platí a Austràlia i platí a Canadà. L'àlbum també va ser nominat a quatre premis Grammy, dels quals en va guanyar dos.
Red va ser reconegut com una de les principals contribucions de Swift a la indústria de la música. L'àlbum i la seva música van ajudar a impulsar la popularitat de Swift ia solidificar el seu estatus com una de les cantants més reeixides de la seva generació. L'àlbum també va rebre nombrosos elogis i reconeixements per part dels crítics de música i la indústria de la música.

## Promoció

### Senzills
"We Are Never Ever Getting Back Together" va ser el primer senzill de l'àlbum. Es va estrenar el 13 d'agost de 2012 i es va convertir ràpidament en un èxit comercial, aconseguint el número u a la llista nord-americana Billboard Hot 100. Amb 623.000 descàrregues, la cançó és el segon senzill més venut de tots els temps en una setmana, només per darrere de l'èxit de 2009 de Flo Rida "Right Round".
"Begin Again" es va publicar a iTunes el 25 de setembre de 2012, com a part del compte enrere per al llançament de l'àlbum. Més tard es va anunciar que la cançó, tot i que originalment era un senzill promocional, s'enviaria a la ràdio country l'1 d'octubre de 2012 com a segon senzill de l'àlbum. Aquesta cançó també va ser un gran èxit, aconseguint el lloc número 7 a la llista nord-americana Billboard Hot 100.
"I Knew You Were Trouble" va ser el tercer senzill de l'àlbum. Va ser llançada el 27 de novembre de 2012 i es va convertir ràpidament en un èxit mundial. És una cançó de pop electrònic amb influències de dubstep. Va arribar a assolir el número u a la llista nord-americà Billboard Hot 100.
"22" va ser llançat com el quart senzill l'1 d'abril de 2013. Va fer el seu debut en directe als Brit Awards el 20 de febrer de 2013 per promocionar el llançament de la cançó.
"Everything Has Changed" va ser llançat com el cinquè senzill de l'àlbum el 14 de juny de 2013. Va comptar amb Ed Sheeran i està escrit per Swift i Sheeran.
"RED" va ser llançat com el sisè senzill de l'àlbum el 24 de juny de 2013. Va debutar al número 2 de la llista Hot Country Songs, darrere del primer senzill de l'àlbum de Swift. "The Last Time" va ser llançat com el setè senzill de l'àlbum el 19 d'octubre de 2013. Va ser presentat amb Gary Lightbody de Snow Patrol i està escrit per Swift i Lightbody. Van cantar la cançó a la desena temporada de la versió britànica de The X Factor el 3 de novembre de 2013, per donar suport a les vendes com a senzill del Regne Unit.

### Senzills promocionals
"I Know You're Trouble" es va llançar com a senzill promocional el 9 d'octubre de 2012, seguit del tercer senzill de Red el 27 de novembre de 2012. Va rebre crítiques generalment positives de la crítica que l'elogiaven per atraure el públic. Però va dir que el primer intent de Swift de so dubstep era limitat. Actualment, la cançó és el número dos de la llista Billboard Hot 100. Cada setmana durant les quatre setmanes prèvies al llançament de Red, es va publicar una cançó digitalment a iTunes després d'emetre's a Good Morning America. El primer dels quatre senzills promocionals va ser "Begin Again", que va ser llançat digitalment a iTunes el 25 de setembre de 2012. Els tres últims senzills promocionals "The Moment I Knew", "Come Back...Be Here" i "Girl At Home" es van publicar el 8 de gener de 2013 amb tres bonus tracks de luxe.

### Altres
"Ronan" es va publicar digitalment a iTunes després de la seva actuació Stand Up For Cancer, i tal com va tuitejar la mateixa Swift, tots els ingressos es destinaran a organitzacions benèfiques relacionades amb el càncer. El president i conseller delegat de Big Machine Records, Scott Borchetta, va confirmar a través de Twitter que la cançó no està disponible a Red, però potser hauran de reconsiderar afegir-la a l'àlbum. Mai el van posar en un àlbum, però està disponible a iTunes. "Better Man" i "Babe" van ser escrits per a aquest àlbum, però van ser rebutjats i donats a Little Big Town i Sugarland. "Nothing New" també és un Red Cut que va revelar a Lover Deluxe Journals escrit el 2012.
Totes aquestes cançons s'inclouen a la versió regravada de l'àlbum, que es publicarà el novembre de 2021, i les cançons "Better Man" i "Babe" les canta íntegrament la mateixa Taylor.

## Llistat de cançons
| Títol                                   | Escriptors                                | Productors                              | Duració |
| --------------------------------------- | ----------------------------------------- | --------------------------------------- | ------- |
| State of Grace                          | Taylor Swift                              | Taylor Swift, Nathan Chapman            | 4:55    |
| Red                                     | Taylor Swift                              | Dann Huff, Taylor Swift, Nathan Chapman | 3:43    |
| Treacherous                             | Dan Wilson, Taylor Swift                  | Dan Wilson                              | 4:02    |
| I Knew You Were Trouble.                | Max Martin, Shellback, Taylor Swift       | Shellback, Max Martin                   | 3:39    |
| All Too Well                            | Liz Rose, Taylor Swift                    | Taylor Swift, Nathan Chapman            | 5:29    |
| 22                                      | Max Martin, Shellback, Taylor Swift       | Shellback, Max Martin                   | 3:52    |
| I Almost Do                             | Taylor Swift                              | Taylor Swift, Nathan Chapman            | 4:04    |
| We Are Never Ever Getting Back Together | Max Martin, Shellback, Taylor Swift       | Shellback, Max Martin                   | 3:13    |
| Stay Stay Stay                          | Taylor Swift                              | Taylor Swift, Nathan Chapman            | 3:25    |
| The Last Time                           | Jacknife Lee, Gary Lghtbody, Taylor Swift | Jacknife Lee                            | 4:59    |
| Holy Ground                             | Taylor Swift                              | Jeff Bhasker                            | 3:22    |
| Sad Beautiful Tragic                    | Taylor Swift                              | Taylor Swift, Nathan Chapman            | 4:44    |
| The Lucky One                           | Taylor Swift                              | Jeff Bhasker                            | 4:00    |
| Everything Has Changed                  | Ed Sheeran, Jeff Bhasker                  | Butch Walker                            | 4:05    |
| Starlight                               | Taylor Swift                              | Dann Huff, Taylor Swift, Nathan Chapman | 3:40    |
| Begin Again                             | Taylor Swift                              | Dann Huff, Taylor Swift, Nathan Chapman | 3:59    |
| The Moment I Knew                       | Taylor Swift                              | Taylor Swift, Nathan Chapman            | 4:46    |
| Come Back...Be Here                     | Dan Wilson, Taylor Swift                  | Dan Wilson                              | 3:43    |
| Girl At Home                            | Taylor Swift                              | Taylor Swift, Nathan Chapman            | 3:40    |